# 小林智
小林 智（こばやし さとし、1974年7月20日 - ）はフランスギャロ・シャンティイ調教場の調教師。千葉県船橋市出身。既婚者で妻はフランス語教室が縁で、現地で日本語を教わっていたフランス人で、2007年入籍。

## 来歴
父･菊男、母･凉子の下、2つ上の兄と共に育てられた。新聞社勤務だった父が競馬ファンであり、シャコーグレイドが2着になった皐月賞が競馬へのきっかけである。日本大学理工学部を卒業後、北海道のコアレススタッドで5年間牧場勤務し、日本中央競馬会の厩務員試験を3回受験するもすべて不合格だった。牧場ではオーストラリアやアイルランド、イギリス、フランスといった競馬の先進国に研修に行かせてもらっていたので、国際的で見識も広がると、試験を受けるのをやめて牧場に骨を埋める気持ちになっていた。その後、育成部門の主任を任されることになるが、1年やってみて、「このままでは自分は伸びない」と思い、退職。牧場勤務時に関係者の方にパトリック・バルブ（フランス競馬界の重鎮で競走馬ブローカーとしても有名）を紹介してもらうが、フランス語をまったく話せず、英語もお金を払ってオーストラリア人に習っていたが、それほどしゃべれるわけではなかったが、勇気をもって国際電話をかけて、なんとか英語で話したら「ジャパンカップのときに日本に行くから、そのときに会いましょう」と言ってもらい、ジャパンカップ当日、北海道から日帰りで、バルブに会い行き「12月にまたフランスに行くのでよろしくお願いします」と伝えていた。
2002年にバルブを頼ってフランスへ渡り、その紹介でジョン・ハモンド厩舎で3年間調教助手を務める。きっかけは2001年･2002年と、武豊がフランスに長期滞在して、ジョン・ハモンド厩舎の主戦騎手だったが、武をサポートできる日本人スタッフがほしい、ということでビザを出してくれることになるが、武の世話はほとんど必要なく、厩務員の仕事をやることになったが、最終的には厩舎長を務めた。次いでイギリスの『レーシングポスト』紙にアシスタントトレーナーを募集しているという広告が出ていて、バルブの妻ヘレンが「これやってみたら?」と、親日家としても知られるリチャード・ギブソン厩舎所属で2年間アシスタントトレーナーを務め調教師の仕事を教えてもらう。その傍ら一旦帰国した日本で、凱旋門賞を目指すというメイショウサムソンの陣営を紹介してもらい、何か手伝える事があればとフランスへ戻ったが、馬インフルエンザで遠征は中止となってしまう。しかし、再びフランスに渡った小林に帰国する意思はなく、フランスで調教師を目指した。2006年9月よりミケル・デルザングル厩舎所属の調教助手を務めた。フランス語は現地でフランス語学校に通うなどして習得した。
2008年7月に日本人として初めてフランスギャロの調教師試験に一発合格し、調教師免許を取得した。通訳をつけての受験も認められていたが「将来、ここで開業するのであればフランス語が出来ないようでは話にならない」とこの権利を放棄し、現地の言葉で受験していた。厩舎の開業までは引き続きデルザングル厩舎で調教助手を務め、同年凱旋門賞に出走するためにデルザングル厩舎に滞在したメイショウサムソン陣営をアシストした。
2009年、調教師免許を交付され厩舎を開業した。初出走は6月28日、吉田照哉所有のSoyokazeがクリストフ・ルメールを背にPrix de Labouretに出走、結果は最下位（11着）。
2010年7月24日、The DIVINEで初勝利（ヴィシー競馬場、フランク・ブロンデル騎手、2400メートルのハンデ戦）。
2011年にJRAの角居勝彦厩舎に研修のため来日し、ヴィクトワールピサの遠征時も尽力。この頃から、角居も年に数度、日本を離れてフランスに渡り、小林厩舎の調教助手として研修した。その縁で2014年、角居調教師らと連携して「ワールドチャレンジ」と題し、日本の厩舎や牧場で働くホースマンが最大3か月間フランス研修として小林の厩舎で受け入れる制度の海外研修プログラムを立ち上げた。
2021年5月23日、イタリア・カパネッレ競馬場で行われたデルビーイタリアーノ（G2）をTokyo Goldで勝利して重賞初勝利を挙げた。Tokyo Goldは吉田照哉の所有馬。

## 主な管理馬

### 重賞勝利馬
- Tokyo Gold - 2021年デルビーイタリアーノ

### JRA管理馬遠征受け入れ
- ヴィクトワールピサ（2011年凱旋門賞出走）[4][14]
- ヒルノダムール（2011年凱旋門賞出走）[4][14]
- オルフェーヴル（2012年凱旋門賞出走）[15]
- アヴェンティーノ（2012年オルフェーヴルの帯同馬）
- ゴールドシップ（2014年凱旋門賞出走）
- サトノダイヤモンド（2017年凱旋門賞出走）
- ジェニアル（2018年メシドール賞優勝）遠征中帰国せず移籍[16]
- ラルク（2018年オペラ賞出走）

## JRA騎手研修受け入れ
- 田中博康（2011年）
- 藤岡佑介（2013年）
- 藤井勘一郎（2014年・2015年）
- 西村淳也（2019年）
- 田口貫太（2024年）